# デヴォナデール
デヴォナデール (Davona Dale) は、アメリカ合衆国のサラブレッドの競走馬、および繁殖牝馬。1979年に史上5頭目のニューヨーク牝馬三冠を達成した。1985年にアメリカ競馬殿堂に選出されている。

## 経歴
当時の名門牧場、カルメットファームで生産された競走馬の一頭である。
2歳時は2戦して1勝したのみであったが、翌年の3歳シーズンから活躍が始まるようになる。1985年は年初のフロリダから始動、最初の2戦こそ落とすが、2月末のボニーミスステークスで勝ちを挙げると、そこから連勝劇が始まるのであった。デビュータントステークス、ファンタジーステークスを優勝し、続いて3歳牝馬の大一番ケンタッキーオークスも軽々と制覇した。
以後も連勝は止まらず、ブラックアイドスーザンステークスを挟んだニューヨーク牝馬三冠第1戦エイコーンステークスでは2馬身1/4差、マザーグースステークスでは10馬身差、最後のコーチングクラブアメリカンオークスでも8馬身差をつけてそれぞれを優勝、史上5頭目のニューヨーク牝馬三冠を達成した。
その翌戦アラバマステークスでイッツインジエアに敗れて連勝は8で止まり、牡馬との対戦になったトラヴァーズステークスでも大きく離された4着と見せ場がなかった。しかしシーズン前半の成績は大いに評価され、同年のエクリプス賞最優秀3歳牝馬に選出された。
4歳シーズンは足首および腱の損傷のため、シーズン前半を休養で棒に振った。8月に入って復帰し、2戦目のバレリーナステークスでは以前に敗れたイッツインジエアを3着において勝ちを挙げた。同年3戦目のマスケットステークス3着を最後に引退した。
繁殖牝馬として牧場に戻ったが、これといった産駒は出なかった。後の1985年、アメリカ競馬名誉の殿堂博物館はその競走成績を評価して、同馬を殿堂馬として選定した。

## 評価

### 主な勝鞍
1978年（2歳） 2戦1勝
ホリーステークス
1979年（3歳） 13戦8勝
ニューヨーク牝馬三冠（エイコーンステークス・マザーグースステークス・コーチングクラブアメリカンオークス）、ケンタッキーオークス (G1)、ファンタジーステークス (G1)、ブラックアイドスーザンステークス (G2)、ボニーミスステークス
2着 - アラバマステークス (G1)、シャーリージョーンズステークス
1980年（4歳） 3戦1勝
バレリーナハンデキャップ

### 年度代表馬
- 1979年 - エクリプス賞最優秀3歳牝馬

### 表彰
- 1985年 - アメリカ競馬名誉の殿堂博物館により、殿堂馬として選定される。
- 1999年 - ブラッド・ホース誌の選ぶ20世紀のアメリカ名馬100選において、第90位に選ばれる。
- ガルフストリームパーク競馬場に、同馬の名を冠した「デヴォナデールステークス」が創設される。

## 血統表
| デヴォナデールの血統（ターントゥ系（ロイヤルチャージャー系） / Miz Clementine・Two Lea 3x3=25.00%、 Bull Lea 4x4x4=18.75%、 Bull Dog 5x5x5x5=12.50%、 Hyperion 5x5=6.25%、 Pharos 父内5x5=6.25%） | デヴォナデールの血統（ターントゥ系（ロイヤルチャージャー系） / Miz Clementine・Two Lea 3x3=25.00%、 Bull Lea 4x4x4=18.75%、 Bull Dog 5x5x5x5=12.50%、 Hyperion 5x5=6.25%、 Pharos 父内5x5=6.25%） | デヴォナデールの血統（ターントゥ系（ロイヤルチャージャー系） / Miz Clementine・Two Lea 3x3=25.00%、 Bull Lea 4x4x4=18.75%、 Bull Dog 5x5x5x5=12.50%、 Hyperion 5x5=6.25%、 Pharos 父内5x5=6.25%） | （血統表の出典）    | （血統表の出典） |
| 父 Best Turn 1966 青鹿毛 アメリカ | 父の父Turn-to 1951 鹿毛 アイルランド | Royal Charger | Nearco              | Nearco           |
| 父 Best Turn 1966 青鹿毛 アメリカ | 父の父Turn-to 1951 鹿毛 アイルランド | Royal Charger | Sun Princess        |                  |
| 父 Best Turn 1966 青鹿毛 アメリカ | 父の父Turn-to 1951 鹿毛 アイルランド | Source Sucree | Admiral Drake       | Admiral Drake    |
| 父 Best Turn 1966 青鹿毛 アメリカ | 父の父Turn-to 1951 鹿毛 アイルランド | Source Sucree | Lavendula           |                  |
| 父 Best Turn 1966 青鹿毛 アメリカ | 父の母Sweet Clementine 1960 鹿毛 アメリカ | Swaps | Khaled              | Khaled           |
| 父 Best Turn 1966 青鹿毛 アメリカ | 父の母Sweet Clementine 1960 鹿毛 アメリカ | Swaps | Iron Reward         |                  |
| 父 Best Turn 1966 青鹿毛 アメリカ | 父の母Sweet Clementine 1960 鹿毛 アメリカ | Miz Clementine | Bull Lea            | Bull Lea         |
| 父 Best Turn 1966 青鹿毛 アメリカ | 父の母Sweet Clementine 1960 鹿毛 アメリカ | Miz Clementine | Two Bob             |                  |
| 母 Royal Entrance 1965 鹿毛 アメリカ | 母の父Tim Tam 1955 鹿毛 アメリカ | Tom Fool | Menow               | Menow            |
| 母 Royal Entrance 1965 鹿毛 アメリカ | 母の父Tim Tam 1955 鹿毛 アメリカ | Tom Fool | Gaga                |                  |
| 母 Royal Entrance 1965 鹿毛 アメリカ | 母の父Tim Tam 1955 鹿毛 アメリカ | Two Lea | Bull Lea            | Bull Lea         |
| 母 Royal Entrance 1965 鹿毛 アメリカ | 母の父Tim Tam 1955 鹿毛 アメリカ | Two Lea | Two Bob             |                  |
| 母 Royal Entrance 1965 鹿毛 アメリカ | 母の母Princes Gate 1957 鹿毛 アメリカ | Sun Again | Sun Teddy           | Sun Teddy        |
| 母 Royal Entrance 1965 鹿毛 アメリカ | 母の母Princes Gate 1957 鹿毛 アメリカ | Sun Again | Hug Again           |                  |
| 母 Royal Entrance 1965 鹿毛 アメリカ | 母の母Princes Gate 1957 鹿毛 アメリカ | Siena Way | Bull Lea            | Bull Lea         |
| 母 Royal Entrance 1965 鹿毛 アメリカ | 母の母Princes Gate 1957 鹿毛 アメリカ | Siena Way | Hydroplane F-No.3-l |                  |